# Río Mundo
El río Mundo es un río español, principal afluente del río Segura, que nace en el sistema pre-bético entre los municipios de Vianos y Riópar (sierra de Alcaraz-Albacete) como rebosadero del acuífero que nutre la serranía  Calar del Mundo.

## Etimología
Etimológicamente, «Mundo» no procede del sustantivo referente a «mundo» (del lat. mundus), sino del adjetivo "*mundo" (lat. mundus), antónimo de «inmundo»: "limpio, lavado, claro..".
El geógrafo andalusí Al-Zuhri recoge la más que posible denominación del actual río Mundo como Mīšūnīš, puesto que la alquería que era entonces la localidad de Mesones, en el municipio de Molinicos, le daría nombre al río al ser la primera localidad atravesada por él.

## Recorrido
Su nacimiento se encuentra en el Parque natural de los Calares del Mundo y de la Sima, al que acuden muchas personas para ver su catarata y su profunda cueva (se conocen más de 32 km), desde donde se precipita por un farallón de más de 300 m de altura. El volumen de agua expulsado por la cueva es muy variable, pudiendo ser muy escaso en tiempo de sequía. Pero el fenómeno es singular, debido a que está conectado con un acuífero de tipo kárstico, que produce estas bruscas variaciones estacionales, denominadas también, surgencias en trop plein. La mejor época para visitarlas es la primavera, en las fechas cuando se produce espontáneamente una explosión extraordinaria de surgencia de agua; fenómeno kárstico curioso y popularmente conocido en la zona como el "Reventón". 
El río Mundo recibe en el embalse de Talave (35 hm³) el canal del Trasvase Tajo-Segura. Aguas abajo se encuentra el embalse del Camarillas, de 36 hm³ de capacidad.
Sus principales afluentes son el río Bogarra, formado a su vez por la unión de los ríos Madera y de los Viñazos o Mencal, y el río de la Vega de Riópar. 
El río Mundo pasa también por los monumentos denominados Puentes romanos de Isso, localizados en el pueblo ya mencionado (Isso).

## Galería

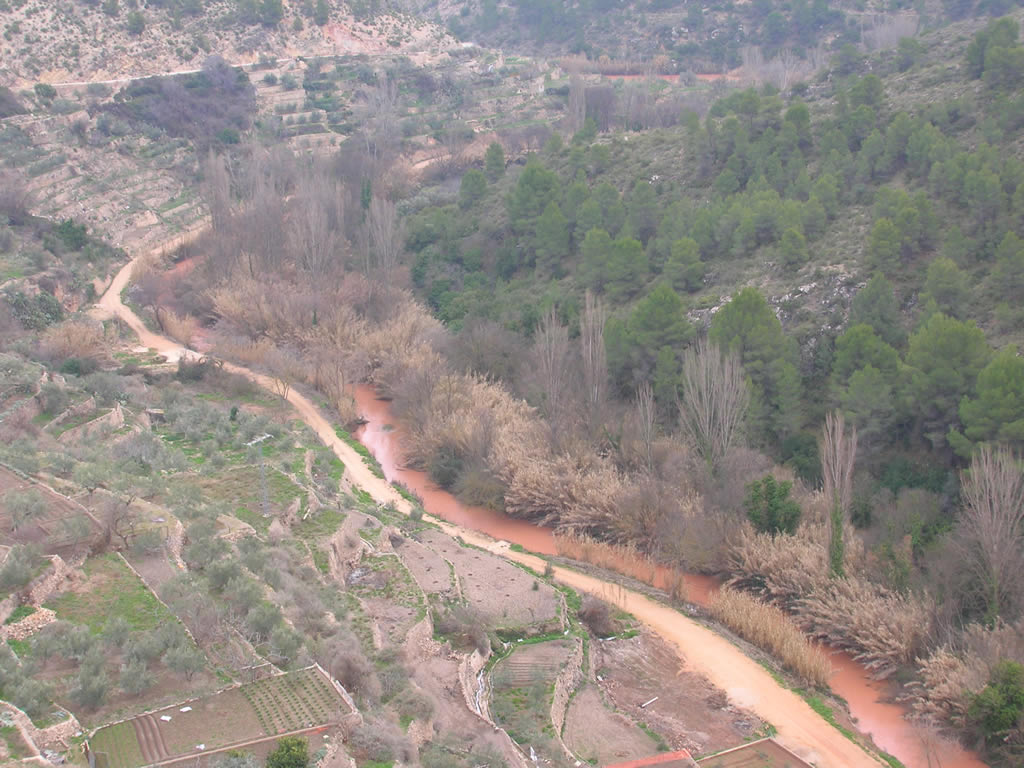
Río Mundo desde Liétor.
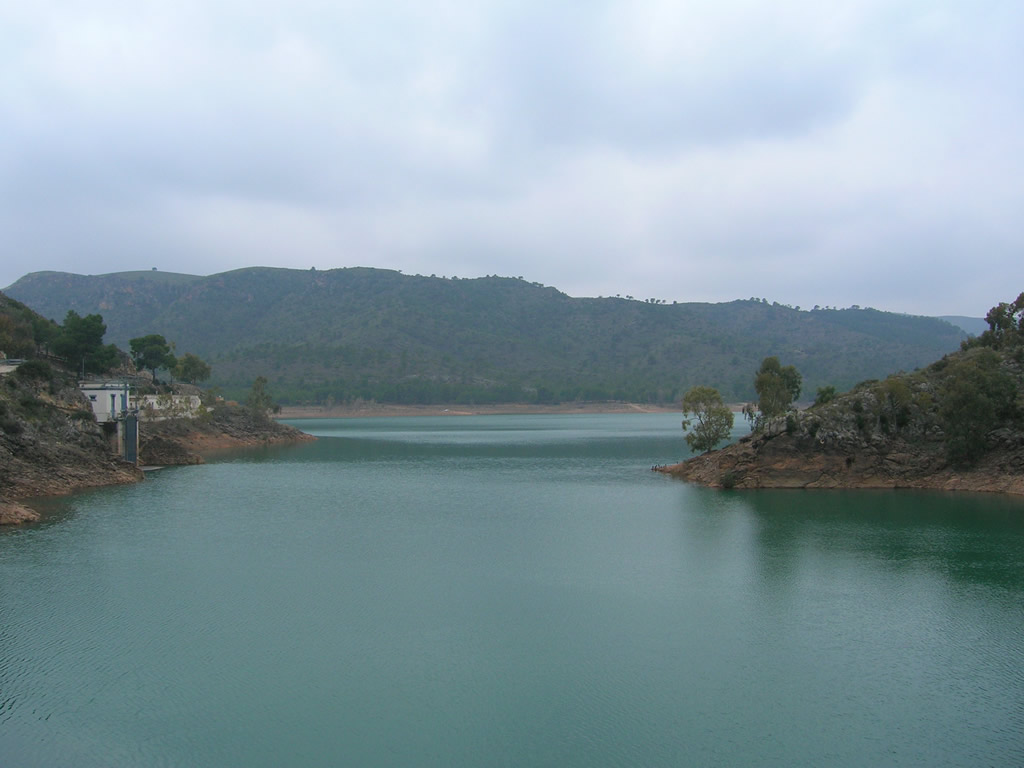
Embalse de Talave desde la presa.